# STS-61-M
STS-61-M, voluit Space Transportation System-M, was een oorspronkelijke space shuttle missie voor de ontwikkeling van de Tracking and Data Relay satellieten (TDRS). Voor deze missie was de Challenger benodigd, maar die was niet beschikbaar omdat zij verongelukte na de lancering op 28 januari 1986.

## Bemanning
De bemanning zou bestaan uit:
- Loren Shriver
- Bryan O'Connor
- Mark C. Lee
- Sally Ride
- William Fisher
- Robert Wood